# Евнухоидизм

Римские зажимы для кастрации (II—III вв. н.э). Рычаги соединялись гайкой

Евнухоиди́зм (от евнухи и греч. εδος – вид) — болезнь при которой у мужчин наблюдается выраженная гипофункция половых желез
. Таких больных называют евнухоидами.
Евнухоидизм, как правило, является врождённым заболеванием (см. дисгенезия гонад, анорхизм, гипогонадизм), но может быть приобретён и в детстве в результате травмы половых органов, кастрации или онкологических болезней.
Синдрому характерна недоразвитость репродуктивных органов и полное или частичное отсутствие вторичных половых признаков (в основном это касается непропорционального роста волос вне головы; пах, подмышки и т.д.). Помимо этого у пациента наблюдается диспропорция в строении тела — длинные конечности при коротком теле.
У евнухоидов недостаточно развита мускулатура, строение подкожно-жировой клетчатки ближе к женскому типу. Инстинкт размножения у больных практически полностью отсутствует.
Для установки окончательного диагноза требуются специальные генетические исследования и определение количества половых гормонов в крови пациента.
В качестве лечения обычно назначают андрогены.